# Яхия Аяш
Яхия Аяш, известен още като Инженера (The Engineer или Ал-Мухандис на арабски) е член и шеф на подривния отдел на Хамас. Той е смятан за вдъхновител на бомбените самоубийства в конфликта между Израел и арабите.
Яхия Аяш получава диплома за електроинженер от университета „Беир Цайт“ през 1988 г.
Заемайки се с обучението на терористите, производството на бомби и организацията на бомбените атентати, той си печели прякора Инженера. Организираните от него бомбени атентати причиняват смъртта на над 70 израелски граждани, много от които цивилни. Тези бомбени атентати започват след убийството на 29 цивилни палестинци от Барух Голдщайн на 25 февруари 1994 г. Убит през 1996 от израелските специални служби „Шин Бет“. Това става след като бива уговорен чичото на един от последователите на Аяш, който му подарява натъпкан с експлозив мобилен телефон. Когато агентът потвърждава, че Аяш го използва, служителите на „Шин Бет“ го детонират и Аяш бива убит. Доказателство за това дава последното обаждане на този телефон, извършено от Шин Бет, които му казват „сбогом“. Ироничното е, че самият Аяш е определян като най-компетентният специалист по бомбите в Хамас.
Въпреки някои доказателства, Израел отказва да потвърди участието си в убийството на Аяш.